# Волкова, Анжела Васильевна
Анжела Васильевна Волкова (род. 29 июня 1974 года) — российская и азербайджанская фехтовальщица на саблях и тренер высшей категории. Мастер спорта международного класса. Бронзовый призёр чемпионата мира 2002 года в командном первенстве.

## Биография
Воспитанница СДЮСШОР № 2 г. Химки. Окончила Сибирский государственный университет физической культуры и спорта.
С 1999 года выступала за сборную Азербайджана. В 2002 года на чемпионате мира в Лиссабоне выиграла бронзу в командном первенстве (с Еленой Амировой, Еленой Жемаевой и Жанной Сиукаевой).
Тренер по фехтованию в московской Спортивной школе олимпийского резерва № 73 «Виктория».
С 2021 года работает тренером по фехтованию на сабле в подмосковном фехтовальном клубе «Флэш».